# Intersieć
Intersieć (ang. inter-network, między-sieć) – sieć sieci; sieć komputerowa zbudowana przez połączenie innych sieci za pomocą routerów i bramek. Układ komunikacji złożony z wielu połączonych ze sobą sieci, dostarczający wspólnych środków komunikacji ukrywających techniki i protokoły poszczególnych sieci składowych i sposoby ich połączenia.